# Tentative d'assassinat de Pierre II du Brésil
La tentative d'assassinat de Pierre II du Brésil est survenue dans la nuit du 15 juillet 1889 lorsqu'un attentat a été commis contre l'empereur Pierre II du Brésil sur la place de la Constitution (pt) (actuelle place Tiradentes) à Rio de Janeiro, au Brésil. Adriano Augusto do Valle (pt), un immigré portugais, a tiré sur la voiture de l'empereur en criant à la louange de la république. Les tirs ont manqué et do Valle s'est échappé, bien qu'il ait été capturé plus tard.
L'incident est connu au Brésil sous le nom d'attaque de Juillet (portugais : Atentado de Julho).

## Attaque
Pierre II revenait en calèche au palais impérial après avoir assisté à un concert de la violoniste italienne Giulietta Dionesi (pt) au Teatro Sant'Anna (actuel Théâtre Carlos Gomes (en)). Alors que la voiture passait devant le restaurant Maison Moderne sur la place de la Constitution, entre la rue Espírito Santo (actuelle rue Pierre Ier) et Travessa da Barreira (actuelle rue Silva Jardim), elle a été ciblée par un immigrant portugais de 20 ans et employé au chômage nommé Adriano Augusto do Valle. Les tirs ont manqué leur cible et la voiture a continué le long de la Rua da Carioca jusqu'au palais,.
Do Valle a ensuite été arrêté dans un bar où il s'était vanté ivre d'avoir tiré sur l'empereur et de recommencer.
Pendant l'attaque, do Valle a crié des louanges pour la république, mais il n'avait aucun lien avec le mouvement républicain brésilien. Il meurt le 30 mars 1903 de tuberculose, âgé de 36 ans, dans la municipalité de Miracema, au nord-ouest de l'État de Rio de Janeiro, et est inhumé au cimetière public de Miracema.

## Réactions
L'attaque a été condamnée par le chef du Parti républicain, Quintino Bocaiúva, dans le journal O Paiz (pt), ainsi que par d'autres organes de presse républicains tels que Gazeta da Tarde (pt) et República Brazileira. L'incident a suscité la controverse autour de l'immigration au Brésil (en), qui a augmenté au cours des années 1880. Parce que do Valle était portugais, l'ambassadeur du Portugal au Brésil, Nogueira Soares, a convoqué une réunion pour discuter de l'attaque. Les associations portugaises ont publié une note de répudiation de l'attaque et le conseil d'administration du Lycée littéraire portugais a annoncé son total désaccord avec la loi.